# Brienz
Brienz je obec v okrese Interlaken-Oberhasli v kantonu Bern ve Švýcarsku. Žije zde přibližně 3 100 obyvatel.

## Geografie
Obec Brienz leží na břehu Brienzského jezera (železniční stanice 566 m n. m.) a na úpatí hory Brienzer Rothorn (2350 m n. m.). Rozprostírá se od hřebene Brienzergrat na severu přes nejnižší bod (hladina jezera 564 m n. m.) až po nejvýše položený Schwarzhorn (2928 m n. m.) jižně od jezera a sousedí s osmi sousedními obcemi a kantony Lucern a Obwalden.
K obci patří pět vysokohorských pastvin: Rotschalp (1698 m n. m.), Planalp (1544 m n. m.), Hinterburg (1530 m n. m.), Axalp (1706 m n. m.), Tschingelfeld (1767 m n. m.).
Na Rotschalpu v nadmořské výšce 1870 m n. m. se nachází měřicí stanice Spolkového institutu pro výzkum sněhu a lavin v Davosu.

## Historie

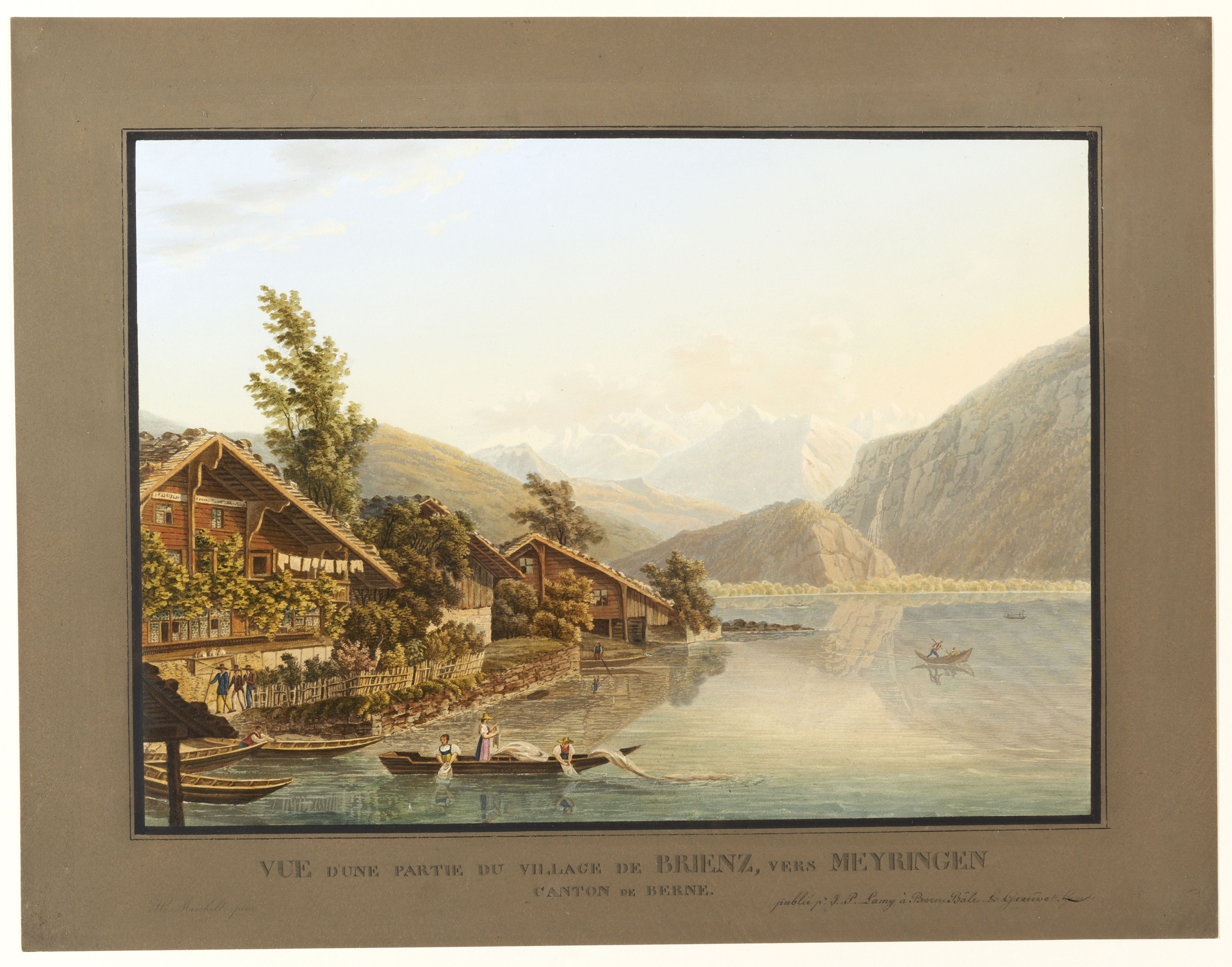
Brienz okolo roku 1830

Osídlení oblasti Alamany je doloženo od 7. století. Jméno Brienz, poprvé doložené v roce 1146 jako Briens, vzniklo z keltského slova brigantion, tedy „kopec“. Původně pravděpodobně označovalo osadu na dnešním kostelním kopci nad jezerem.
Ve 12. a 13. století byl Brienz součástí alpského panství baronů z Brienzu a Raronu. V roce 1231 postoupil Brienz na vyšší úroveň a stal se centrem a místem jurisdikce jimi získaného císařského bailiviku Brienz (krevní dvůr). Vesnice Kienholz, ležící na východním okraji obce, se stala místem setkání zástupců Bernu a konfederátů v roce 1353. Když se v letech 1380–1381 vzbouřili obyvatelé Brienzu podporovaní lidmi z Unterwaldenu proti poslednímu pánovi z Ringgenbergu, vstoupil v roce 1386 do bernského měšťanského práva. Jeho dcery předaly v roce 1411 a 1439 panství Brienz klášteru Interlaken, který je v roce 1445 prodal Bernu. Ten v roce 1528 podřídil Brienz novému interlakenskému hofmistrovství. Kostel na hradním ochozu nad jezerem byl pravděpodobně fundací pánů z Brienzu, kteří před rokem 1213 darovali kostelní místo klášteru Engelberg; v důsledku reformace připadl Bernu.
V rámci boje proti chudobě, částečně v důsledku úpadku alpské sýrárny po roce 1800, vznikl jako nový zdroj příjmů cestovní ruch a řezbářství. Lákadlem byly vodopády Giessbachfälle a vrchol Rothorn, proslulý svými panoramaty. 
I po otevření dostavníkové (1861) a železniční tratě (1888) z Lucernu přes Brünig byla obec Brienz spíše tranzitním než rekreačním střediskem. Ozubnicová dráha Brienz Rothorn Bahn, otevřená v roce 1892 jako nejvýše položená vrcholová železnice v Evropě, měla zpočátku jen malý úspěch. Popularitu si získala až ve 20. století. V 19. století vznikla díky korekci řeky Aary a odvodnění údolí Haslital (1878) rovinatá zemědělská půda. V odlesněné oblasti alpských pastvin bylo třeba od 90. let 19. století za pomoci spolkové vlády a kantonu zastavit devastaci způsobenou přívalovými vodami výstavbou potočních a lavinových bariér a zalesňováním.

## Obyvatelstvo

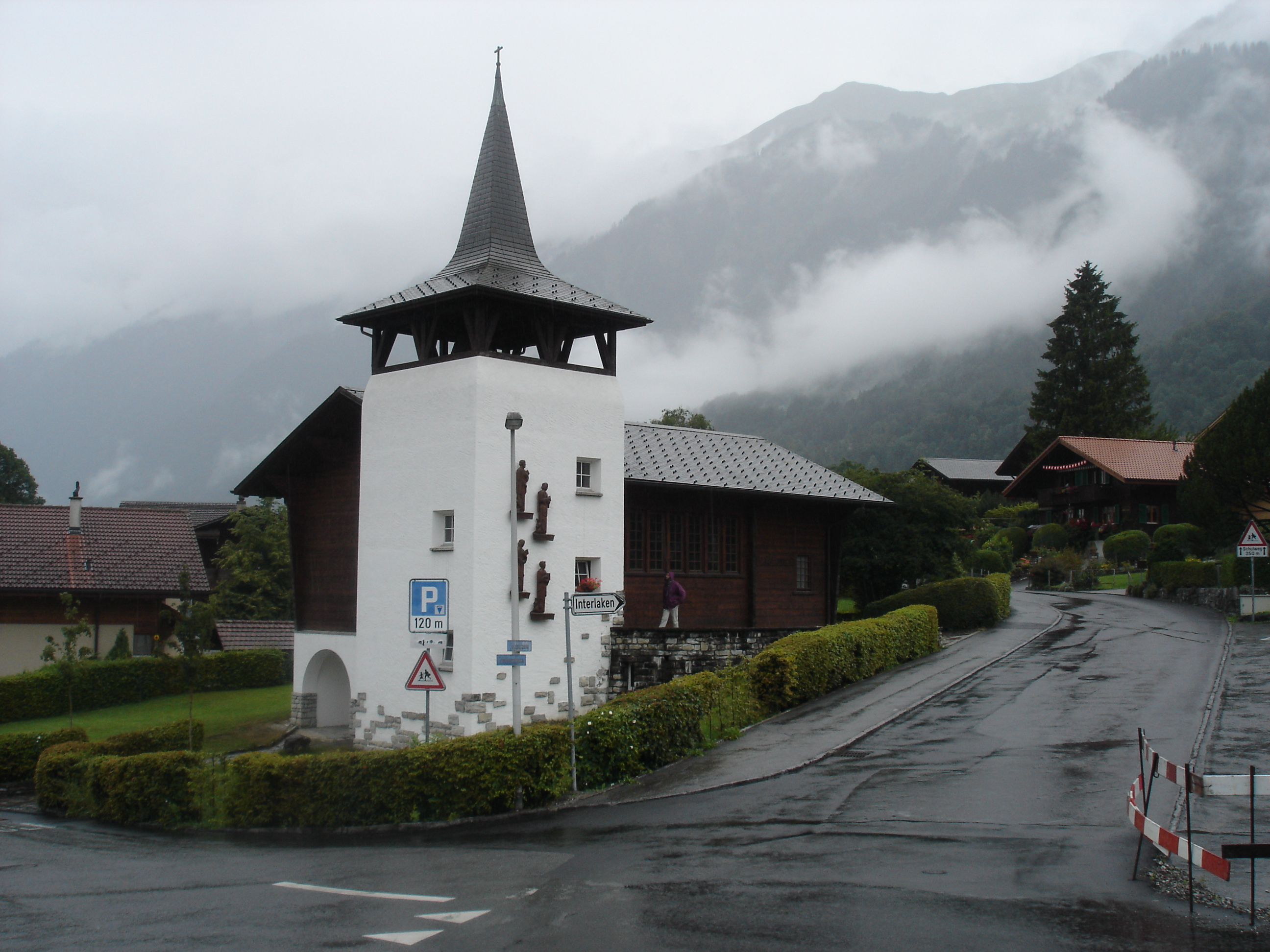
Katolický kostel v Brienzu

| Rok            | 1764 | 1850 | 1880 | 1900 | 1930 | 1950 | 1960 | 1970 | 1980 | 1990 | 2000 | 2010 | 2020 |
| Počet obyvatel | 799  | 1789 | 2757 | 2580 | 2525 | 2861 | 2864 | 2796 | 2759 | 2849 | 2956 | 3060 | 3158 |

## Hospodářství a tradice

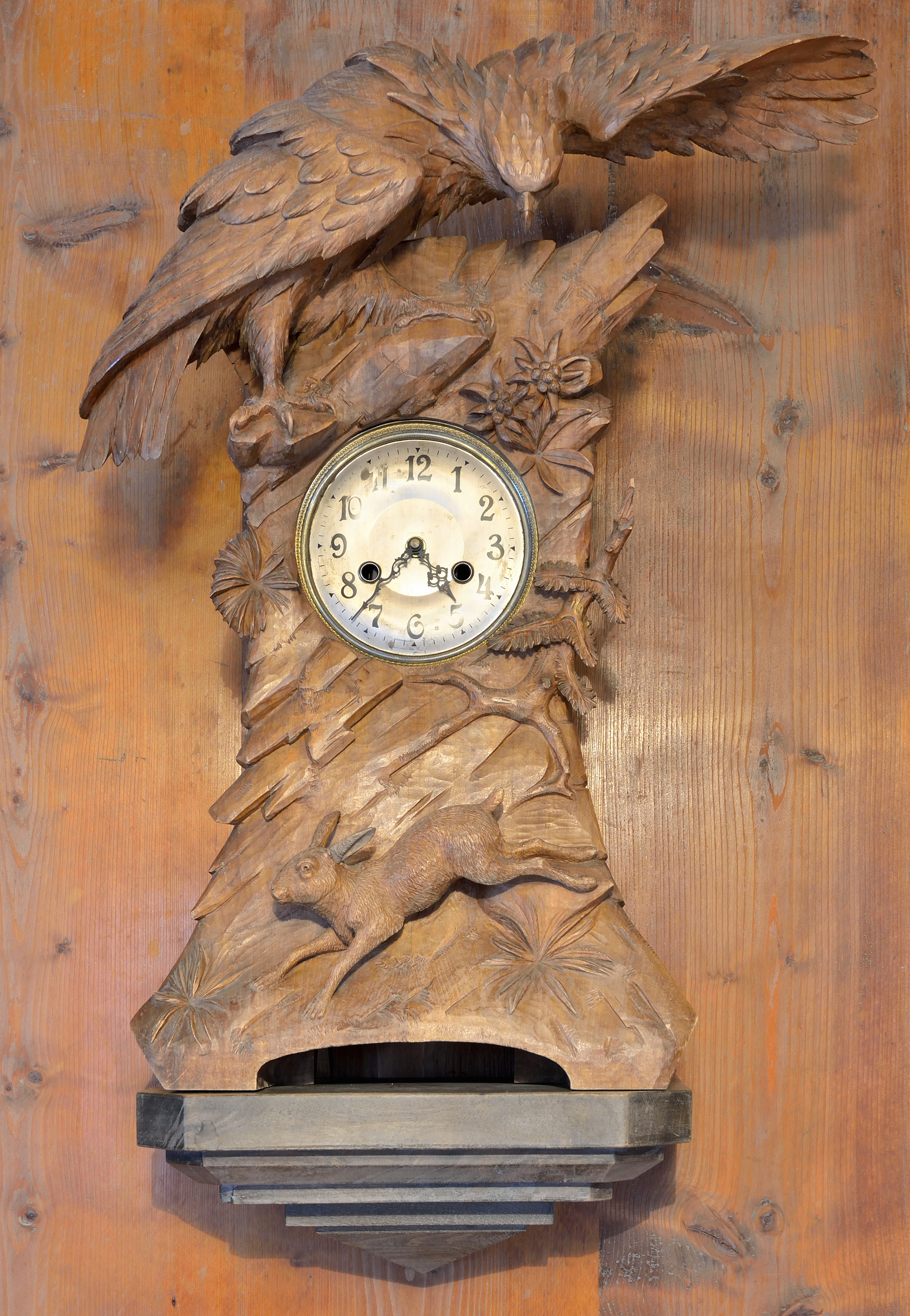
Dřevěné vyřezávané hodiny, vyrobené v Brienzu

Turistický ruch a řezbářství mají pro Brienz mimořádný význam. Tradice řezbářství v Brienzu sahá až do roku 1816. Tehdy hladomor donutil lidi hledat nové pracovní příležitosti. Zruční řemeslníci, jako byl Christian Fischer (1790–1848), uměli spojit rostoucí turistický ruch s prodejem dřevěných soch. Z předmětů denní potřeby vznikala filigránská umělecká díla, která byla koncem 19. a počátkem 20. století úspěšně prezentována na světových výstavách. Mezi příklady řezbářských prací z Brienzu patří sochy zvířat i předměty denní potřeby s figurkami zvířat a tzv. nábytkové kusy Edelweiss. Řezbářská škola je jedinou institucí ve Švýcarsku, kde se lze řezbářskému řemeslu vyučit. Byla založena v roce 1884 jako Schnitzlerschule Brienz. Od roku 1928 je odbornou školou a vzdělávací dílnou kantonu Bern. Houslařská škola Brienz, založená v roce 1944, je jedinou specializovanou školou pro houslaře ve Švýcarsku.
Každoročně se ve středu a čtvrtek, každý druhý týden v listopadu konají v trhy a slavnosti. Počátky tradice sahají daleko do roku 1626, kdy Brienz obdržel povolení vrchního soudce a Rady města Bernu. Specialitou na slavnostech jsou brienzské lívance plněné sušenými hruškami a ořechy.
Turistickou atrakcí je také Švýcarské muzeum venkova v přírodě pod názvem Ballenberg.

## Doprava
Brienz leží na železniční trati Brünigbahn z Interlakenu do Lucernu, kterou provozuje společnost Zentralbahn. Od Brienzského jezera je obsluhován společností BLS Schifffahrt. Z Brienzu na Brienzer Rothorn jezdí dráha Brienz Rothorn Bahn.
Poštovní autobusy obsluhují trasy Brienz – Schwanden – Hofstetten, Brienz–Brünig a Brienz–Axalp. Od roku 1988 má Brienz napojení na dálnici A8 (exit č. 29).

## Galerie

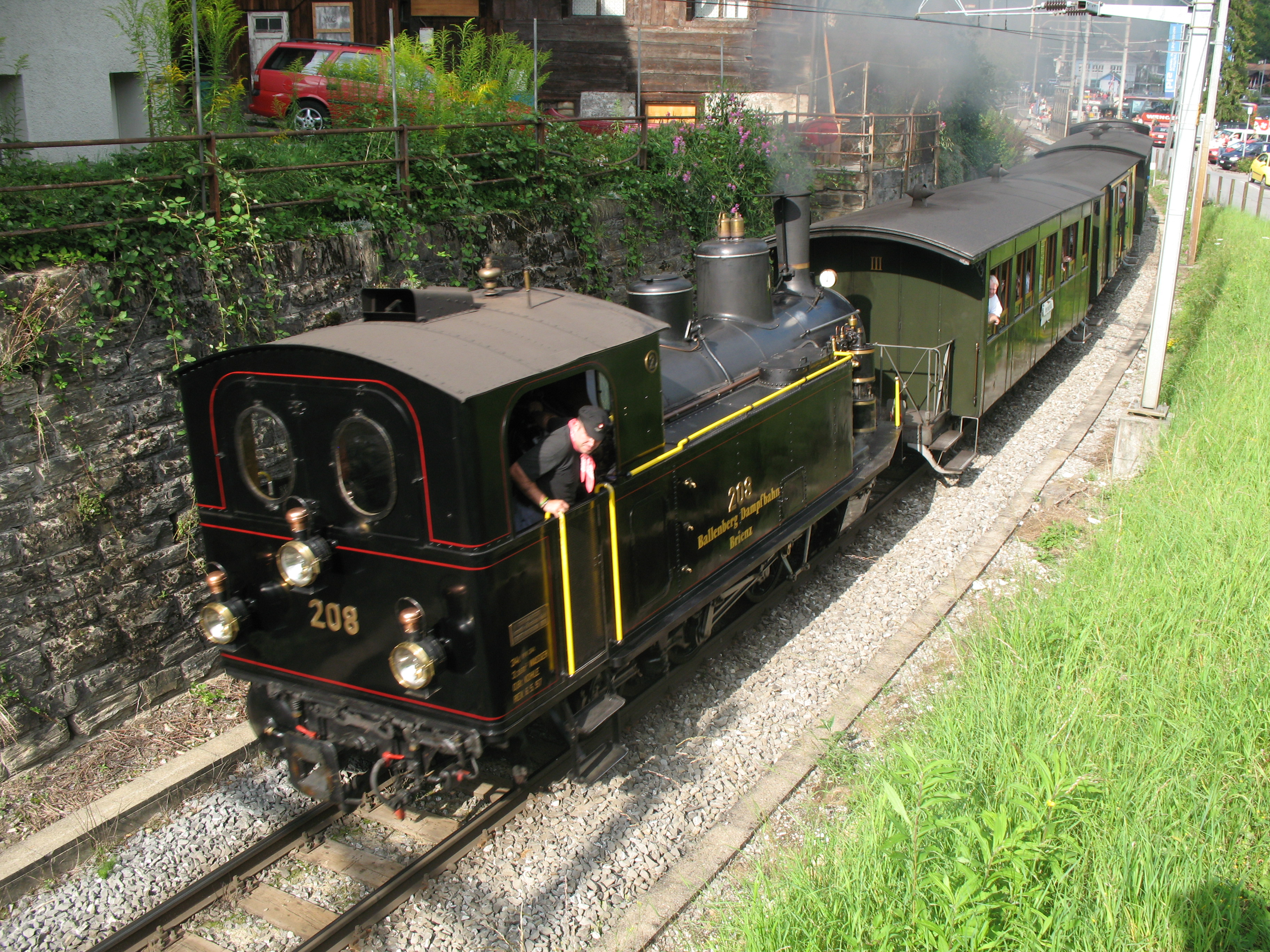
Parní vlak na Brienz Rothorn Bahn
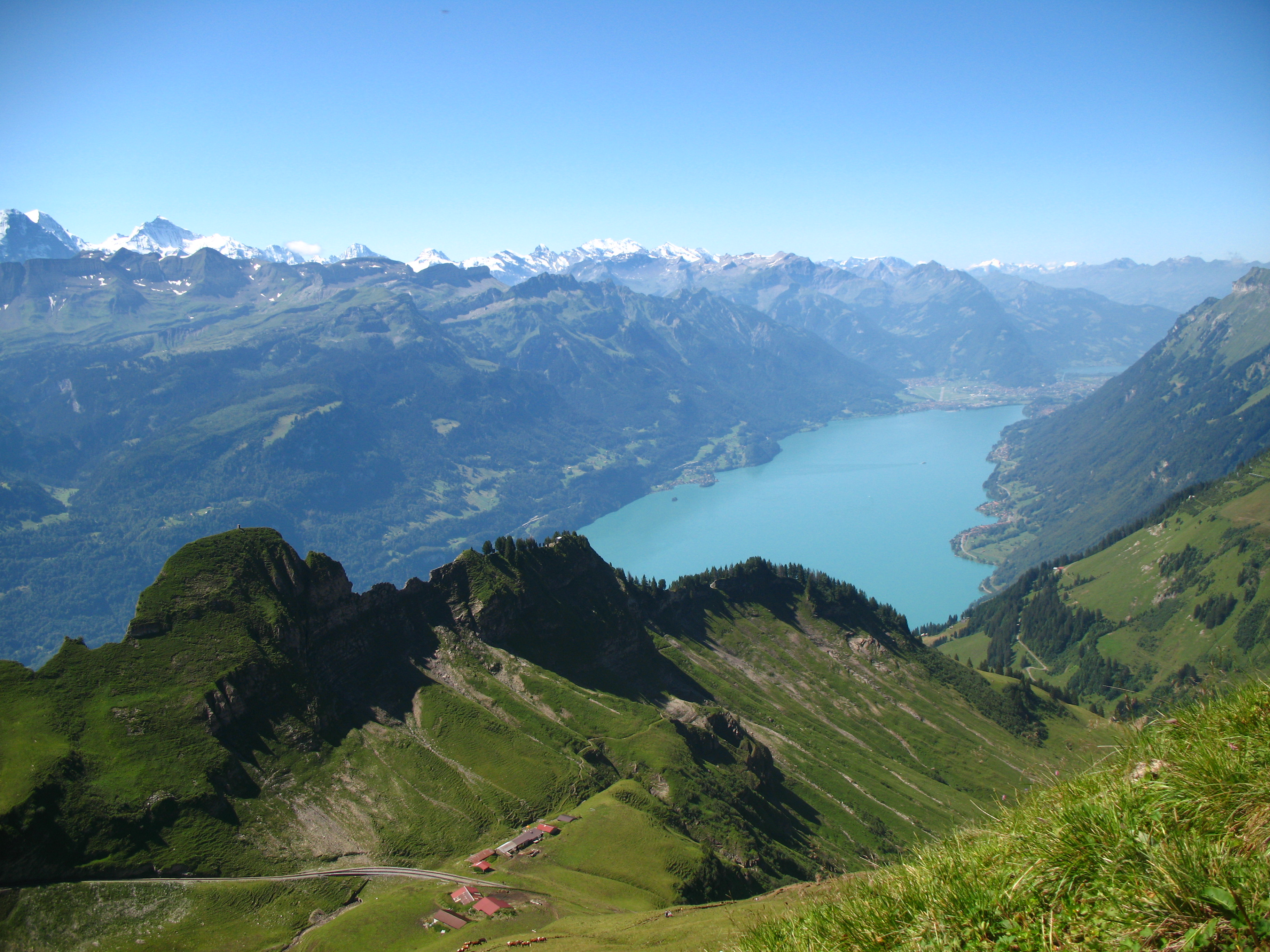
Výhled z vrcholu Rothorn
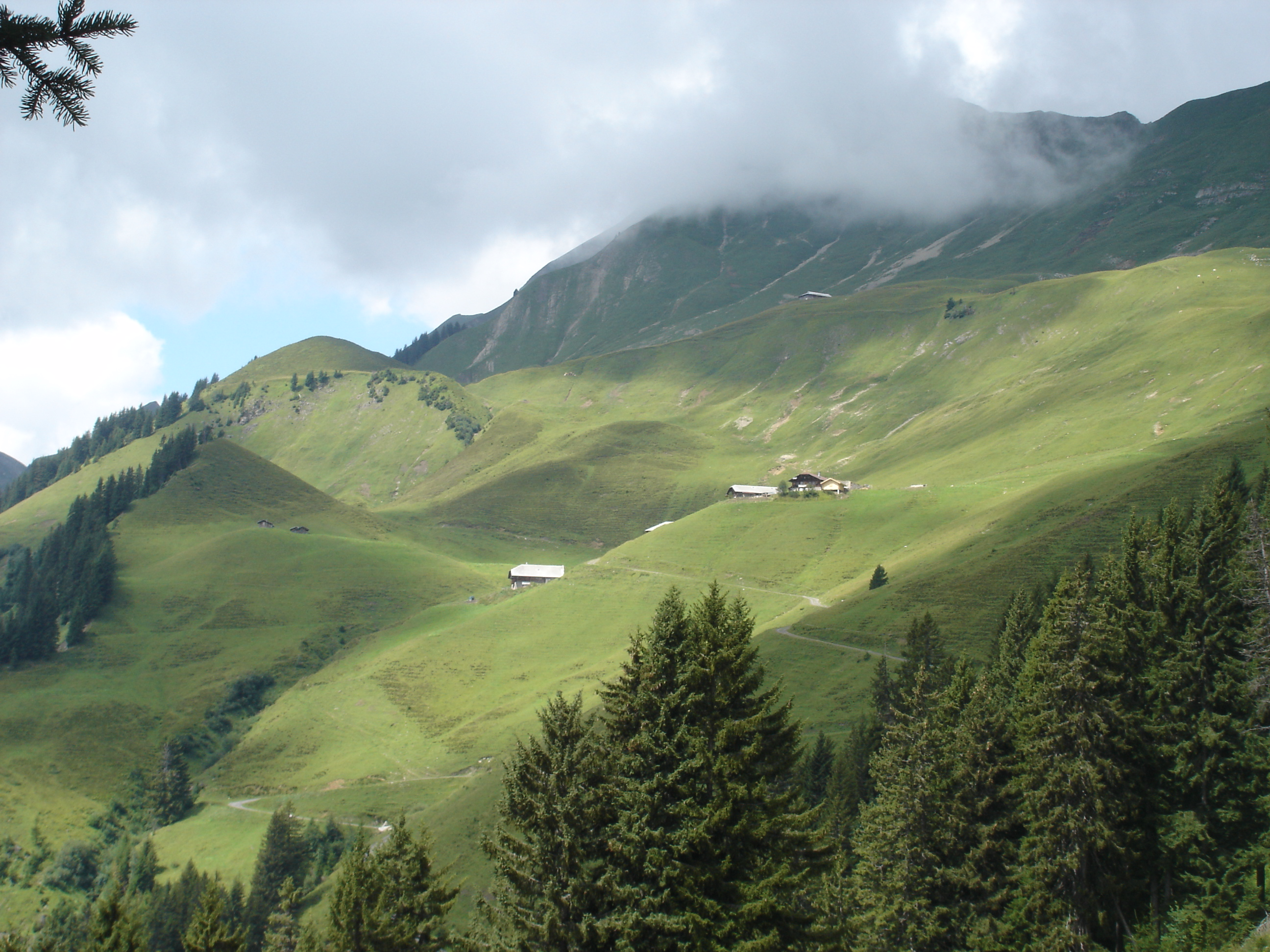
Rotschalp